# Ankhhor
Ankhhor hoặc Ankh-Hor là một "Đại Thủ lĩnh của người Libu” trong giai đoạn cuối của vương triều thứ 22 của Ai Cập cổ đại.

## Cai trị
| S34 | G5 |

| S34 | G5 |

Ông được chứng thực là Đại Thủ lĩnh trên một tấm bia đá có niên đại là vào năm trị vì thứ 37 của pharaoh Shoshenq V (khoảng năm 731 TCN), và có thể là người kế nhiệm của vị Đại Thủ lĩnh Rudamun, người được chứng thực vào năm thứ 30 của cùng vị pharaoh trên.
Tấm bia đá năm thứ 37 đã được tìm thấy tại Serapeum của Saqqara, và là một trong số vài tấm bia đá được tạo ra để kỷ niệm cái chết của một con bò Apis, nổi tiếng nhất trong số đó là Tấm bia đá của Pasenhor. Tấm bia đá được nhắc đến ở trên được vị tư tế của Ptah tên là Pasherenptah dâng hiến nhân danh của cả vua Shoshenq V và Ankhhor, cũng như là cho người con trai của Ankhhor là Horbes. Điều này được giải thích như là một dấu hiệu cho thấy quyền lực ngày càng tăng của các Đại Thủ lĩnh của người Libu mà đã vượt quá lãnh địa của họ ở phần phía Tây của châu thổ sông Nile tới tận Memphis.
Ankhhor còn được chứng thực trên một tấm bia khác đến từ Thebes. Trên tấm bia này, chúng ta biết được rằng ông đã kết hôn với một công nương tên là Tjankhebi, và rằng ông đã đưa người con gái của mình là Nebetnehutmehut tới Karnak nhằm khiến cho bà trở thành một Nữ ca sĩ của Amun để phụng sự Người vợ Thần Thánh của Amun Shepenupet I. Căn phòng chôn cất của Nebetnehutmehut cuối cùng đã được tìm thấy trong ngôi mộ của Shepenupet tại Medinet Habu.
Tuy nhiên, sự cai trị của Ankhhor đã không được tất cả mọi người công nhận. Ngay trong năm trị vì thứ 36 của Shoshenq V– một năm trước khi tấm bia đá Serapeum của Ankhho được tạo ra –  một vị hoàng tử của Sais, Tefnakht, đã tự mình tuyên bố là "Đại Thủ lĩnh của người Libu”, và lời tuyên bố này đã lại được tiếp tục hai năm sau đó vào năm thứ 38 của Shoshenq. Kể từ lúc này, Ankhhor đã biến mất khỏi các ghi chép lịch sử, và trong một vài năm sau đó Tefnakht sẽ tự xưng là pharaoh,và sáng lập nên vương triều thứ 24.